# 水島絵理
水島 絵理（みずしま えり、1984年7月18日 - ）は、NHK静岡放送局の元契約キャスター。

## 経歴
静岡県富士宮市出身。血液型はA。静岡県立富士宮西高等学校卒業。
2007年4月にテレビ長崎へ入社し、2009年3月に退社。

2009年4月に故郷に近いNHK甲府放送局へ入局し、契約キャスターとして2011年3月中旬まで勤務。その後、故郷にある静岡局に異動し、高阪真希キャスターの後任として2011年4月11日より『たっぷり静岡』のキャスターとなる。

## 過去の担当番組
- たっぷり静岡（NHK静岡、2011年4月 - 2013年3月）
- できたてGopan（テレビ長崎・2007年4月 - 2009年3月）
- Newsまるごと山梨（NHK甲府・2009年4月 - 2011年3月）